# Hespérie de la parcinière
Pyrgus carlinae
Espèce
Statut de conservation UICN

 LC  : Préoccupation mineure
L'Hespérie de la parcinière ou Hespérie de la carline (Pyrgus carlinae) est une espèce de lépidoptères (papillons) de la famille des Hesperiidae, de la sous-famille des Pyrginae et du genre Pyrgus.

## Taxonomie
L'espèce Pyrgus carlinae a été décrite par Pierre Rambur en 1839 sous le protonyme Hesperia carlinae.
L'espèce voisine Pyrgus cirsii est parfois considérée comme une sous-espèce de Pyrgus carlinae sous le nom de Pyrgus carlinae cirsii. P. carlinae et P. cirsii peuvent s'hybrider dans les zones où elles cohabitent.

### Noms vernaculaires
- en français : l'Hespérie de la Parcinière, l'Hespérie de la Carline, le Carlin[3]
- en anglais : Carline Skipper[1]

## Description
L'Hespérie de la parcinière est un petit papillon d'une envergure de 26 mm à 28 mm, au dessus des ailes marron orné de petites taches blanches quadrangulaires et d'un C blanc discal caractéristique. Le revers est plus clair, kaki, avec une ornementation de taches blanches.

## Biologie

### Période de vol et hivernation
Univoltine, l'Hespérie de la parcinière vole en juillet-août.

### Plantes-hôtes
Les plantes-hôtes de sa chenille sont des  Potentilla : Potentilla cinerea, Potentilla erecta, Potentilla hirta, Potentilla reptans, Potentilla sterilis et Potentilla verna,.

## Écologie et distribution
L'Hespérie de la parcinière (au sens strict, c'est-à-dire sans compter le taxon cirsii) est endémique  des Alpes, où elle est présente en France, en Suisse, en Italie et en Autriche.
En France, elle est recensée dans huit départements alpins.

### Biotope
L'Hespérie de la parcinière réside dans les prairies fleuries en altitude.

### Protection
L'espèce n'a pas de statut de protection particulier en France.